# Monomma perrieri perrieri
Monomma perrieri perrieri es una subespecie de coleóptero de la familia Monommatidae.

## Distribución geográfica
Habita en Madagascar.